# Fitomelanina

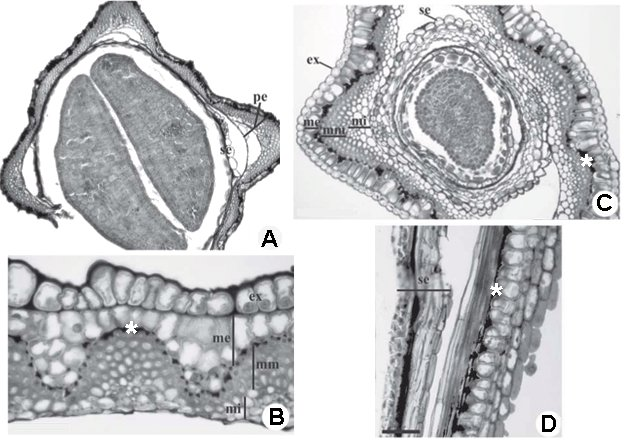
Morfoanatomia del fruto de Bidens gardneri (AB) y Bidens pilosa (CD). Los asteriscos indican que la capa blanca es fitomelanina.

En botánica, la fitomelanina es una capa dura, resistente, de color marrón a negro que se encuentran en el pericarpio de las cipselas de las plantas pertenecientes a las tribus Eupatorieae y Heliantheae de la familia de las asteráceas.
Se trata de una masa orgánica, acelular, formada después de la fecundación y a través  del depósito de una sustancia peculiar en el espacio esquizógeno entre la zona de la hipodermis y la capa de fibras en la pared de los frutos en desarrollo.  Esta sustancia tiene una excepcional resistencia a los ácidos concentrados y a los álcalis, es insoluble en agua y en disolventes orgánicos. Además es altamente resistente a la descomposición bacteriana, así como a la destrucción por insectos. La naturaleza química de la fitomelanina todavía no está clara. Se ha descrito indistintamente como carbonífera, resinosa, taninífera y amorfa. Algunos trabajos recientes indican que se trata de un polivinil alcohol, en lugar de un poliacetileno como se suponía previamente.  Aunque el término fitomelanina se utiliza también para designar al exudado de color negro presente en las semillas de algunas plantas fuera de la familia de las asteráceas (por ejemplo, muchos miembros del orden Asparagales), su naturaleza y su similitud con la capa de fitomelanina de las asteráceas no está clara.